# Alstonia annamensis
Espèce
Synonymes
- Alstonia angustifolia var. annamensis Monach.[1]

Statut de conservation UICN

 EN B1+2c : En danger
Alstonia annamensis est une espèce de plantes de la famille des Apocynaceae.

## Publication originale
- Blumea, Supplement 11: 106. 1998.